# ルペニ・ザウザウニンブザ

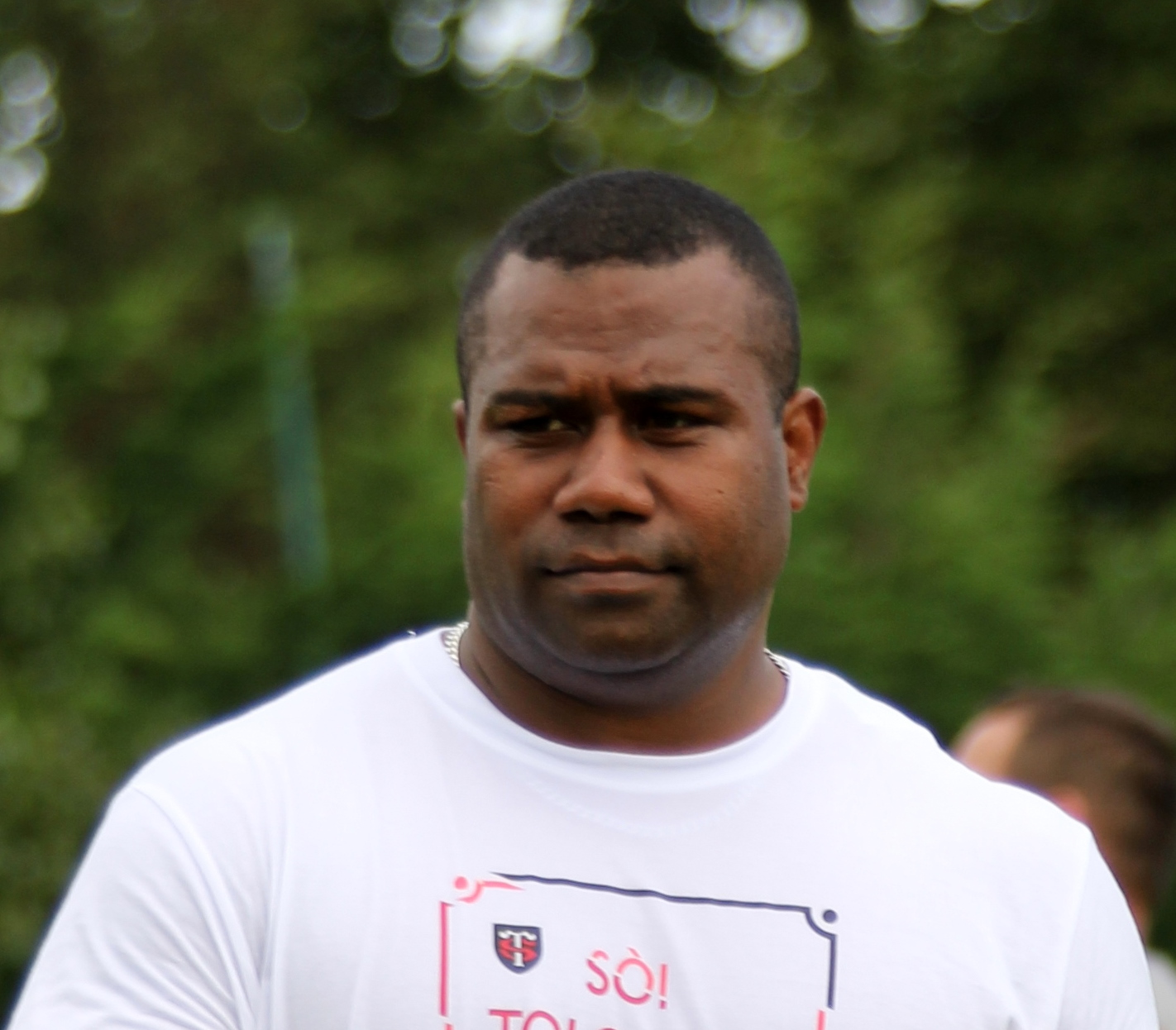

ルペニ・ザウザウニンブザ（Rupeni Caucaunibuca、1980年6月5日 - ）は、フィジー出身のラグビー選手。ポジションはセンター、ウィング。

## 来歴
現在はフランス選手権トップ14のスタッド・トゥールーザン所属。2003年にフィジー代表に初招集され、ワールドカップメンバーにも選ばれている。